# Birinci Divizionu 1993/94
Die Birinci Divizionu 1993/94 war die dritte Saison der zweithöchsten Fußball-Spielklasse Aserbaidschans nach der Unabhängigkeit von der Sowjetunion. Die Meisterschaft wurde erstmals im Herbst/Frühjahr-Modus ausgespielt.

## Modus
30 Vereine, davon zwei Reserveteams wurden für diese Spielzeit zugelassen. Sie spielten in drei Gruppen zu je 10 Mannschaften jeweils zweimal gegeneinander. Die jeweils zwei besten Vereine erreichten die Finalrunde.

## Vereine
| Verein                 | Stadt     |
| ---------------------- | --------- |
| FK Azneftyağ Baku      | Baku      |
| FK Azeri Baku II       | Baku      |
| FK Bibiheybəd          | Baku      |
| FK Sərhədçi Astara     | Astara    |
| FK Ümid Cəlilabad      | Cəlilabad |
| Energetik Əli Bayramlı | Şirvan    |
| FK Çeşmə Lənkəran      | Lənkəran  |
| FK Pambıqçı Neftçala   | Neftçala  |
| FK İnşaatçı Sabirabad  | Sabirabad |
| FK Plastik Salyan      | Salyan    |

| Verein                | Stadt     |
| --------------------- | --------- |
| MOİK Baku PFK         | Baku      |
| FK Şirvan Ağdaş       | Ağdaş     |
| FK Göyçay             | Göyçay    |
| FK Göytəpə            | Göytəpə   |
| FK Qum adası          | Qum adası |
| FK Sahil              | Sahil     |
| FK Şirvan Şamaxı      | Şamaxı    |
| FK Çıraqqala Siyəzən  | Siyəzən   |
| FK Metallurq Sumqayıt | Sumqayıt  |
| FK Şərabçı Xamaz      | Xamaz     |

| Verein            | Stadt    |
| ----------------- | -------- |
| AZAL Baku         | Baku     |
| FK Məsəl Baku     | Baku     |
| FK Zabrat         | Baku     |
| FK Avei Ağstafa   | Ağstafa  |
| FK Mil Beyləqan   | Beyləqan |
| FK Şafa Naftalan  | Naftalan |
| OİK-Göyəzən Qazax | Qazax    |
| FK Şəmkir         | Şəmkir   |
| FK Turan Tovuz II | Tovuz    |
| FK Pambıqı Zərdab | Zərdab   |

## Tabellen

### Gruppe A
| Pl. | Verein                    | Sp. | S  | U | N  | Tore    | Diff. | Punkte |
| --- | ------------------------- | --- | -- | - | -- | ------- | ----- | ------ |
| 1.  | FK Azneftyağ Baku (A)     | 18  | 11 | 4 | 3  | 037:170 | +20   | 26:10  |
| 2.  | FK Pambıqçı Neftçala      | 18  | 12 | 1 | 5  | 038:190 | +19   | 25:11  |
| 3.  | Çeşmə Lənkəran            | 18  | 11 | 2 | 5  | 046:200 | +26   | 24:12  |
| 4.  | FK Plastik Salyan         | 18  | 8  | 7 | 3  | 034:190 | +15   | 23:13  |
| 5.  | FK Azeri Baku II (N)      | 18  | 9  | 2 | 7  | 032:290 | +3    | 20:16  |
| 6.  | Energetik Əli Bayramlı    | 18  | 8  | 2 | 8  | 034:300 | +4    | 18:18  |
| 7.  | FK Ümid Cəlilabad] (A)    | 18  | 5  | 4 | 9  | 031:370 | −6    | 14:22  |
| 8.  | FK Sərhədçi Astara (N)    | 18  | 4  | 3 | 11 | 021:410 | −20   | 11:25  |
| 9.  | FK İnşaatçı Sabirabad (N) | 18  | 4  | 3 | 11 | 028:560 | −28   | 11:25  |
| 10. | FK Bibiheybəd (N)         | 18  | 3  | 2 | 13 | 024:570 | −33   | 08:28  |

Platzierungskriterien: 1. Punkte – 2. Direkter Vergleich (Punkte, Tordifferenz, geschossene Tore) – 3. Tordifferenz – 4. geschossene Tore

| (A) | Absteiger aus der Premyer Liqası 1993 |
| (N) | Neuling                               |

### Gruppe B
| Pl. | Verein                    | Sp. | S  | U | N  | Tore    | Diff. | Punkte |
| --- | ------------------------- | --- | -- | - | -- | ------- | ----- | ------ |
| 1.  | FK Metallurq Sumqayıt (N) | 18  | 15 | 3 | 0  | 079:900 | +70   | 33:30  |
| 2.  | MOİK Baku PFK             | 18  | 14 | 2 | 2  | 051:120 | +39   | 30:60  |
| 3.  | FK Sahil (N)              | 18  | 10 | 2 | 6  | 034:300 | +4    | 22:14  |
| 4.  | FK Çıraqqala Siyəzən      | 18  | 10 | 1 | 7  | 025:190 | +6    | 21:15  |
| 5.  | FK Qum adası              | 18  | 9  | 2 | 7  | 025:240 | +1    | 20:16  |
| 6.  | FK Şərabçı Xamaz (N)      | 18  | 8  | 1 | 9  | 028:250 | +3    | 17:19  |
| 7.  | FK Şirvan Ağdaş           | 18  | 6  | 3 | 9  | 025:380 | −13   | 15:21  |
| 8.  | FK Şirvan Şamaxı          | 18  | 5  | 2 | 11 | 021:410 | −20   | 12:24  |
| 9.  | FK Göyçay                 | 18  | 3  | 0 | 15 | 017:480 | −31   | 06:30  |
| 10. | FK Göytəpə (N)            | 18  | 0  | 0 | 18 | 002:730 | −71   | 0:36   |

Platzierungskriterien: 1. Punkte – 2. Direkter Vergleich (Punkte, Tordifferenz, geschossene Tore) – 3. Tordifferenz – 4. geschossene Tore

| (A) | Absteiger aus der Premyer Liqası 1993 |
| (N) | Neuling                               |

- Die Spiele FK Göyçay gegen Şirvan Şamaxı und FK Göyçay gegen FK Göytəpə wurden für alle Teams mit 0:3 gewertet. Gesamt stehen daher den 80 Siegen 84 Niederlagen gegenüber, bei einem Torverhältnis von 307:319.

### Gruppe C
| Pl. | Verein                | Sp. | S  | U | N  | Tore    | Diff. | Punkte |
| --- | --------------------- | --- | -- | - | -- | ------- | ----- | ------ |
| 1.  | OİK-Göyəzən Qazax (N) | 18  | 16 | 1 | 1  | 066:600 | +60   | 33:30  |
| 2.  | FK Zabrat (N)         | 18  | 11 | 5 | 2  | 044:110 | +33   | 27:90  |
| 3.  | FK Şəmkir             | 18  | 12 | 0 | 6  | 045:190 | +26   | 24:12  |
| 4.  | FK Turan Tovuz II     | 18  | 11 | 1 | 6  | 046:260 | +20   | 23:13  |
| 5.  | FK Məsəl Baku (N)     | 18  | 10 | 2 | 6  | 036:140 | +22   | 22:14  |
| 6.  | AZAL Baku (N)         | 18  | 9  | 1 | 8  | 023:340 | −11   | 19:17  |
| 7.  | FK Şafa Naftalan (N)  | 18  | 5  | 1 | 12 | 031:530 | −22   | 11:25  |
| 8.  | FK Avei Ağstafa (A)   | 18  | 4  | 2 | 12 | 029:480 | −19   | 10:26  |
| 9.  | FK Pambıqı Zərdab (N) | 18  | 4  | 0 | 14 | 019:770 | −58   | 08:28  |
| 10. | Mil Beyləqan          | 18  | 1  | 1 | 16 | 006:570 | −51   | 03:33  |

Platzierungskriterien: 1. Punkte – 2. Direkter Vergleich (Punkte, Tordifferenz, geschossene Tore) – 3. Tordifferenz – 4. geschossene Tore

| (A) | Absteiger aus der Premyer Liqası 1993 |
| (N) | Neuling                               |

## Finalrunde

### Gruppe A
| Pl. | Verein                | Sp. | S | U | N | Tore    | Diff. | Punkte |
| --- | --------------------- | --- | - | - | - | ------- | ----- | ------ |
| 1.  | FK Zabrat             | 2   | 2 | 0 | 0 | 005:000 | +5    | 04:0   |
| 2.  | FK Metallurq Sumqayıt | 2   | 1 | 0 | 1 | 003:300 | ±0    | 02:20  |
| 3.  | FK Pambıqçı Neftçala  | 2   | 0 | 0 | 2 | 000:500 | −5    | 0:40   |

### Gruppe B
| Pl. | Verein            | Sp. | S | U | N | Tore    | Diff. | Punkte |
| --- | ----------------- | --- | - | - | - | ------- | ----- | ------ |
| 1.  | FK Azneftyağ Baku | 2   | 0 | 2 | 0 | 000:000 | ±0    | 02:20  |
| 2.  | OİK-Göyəzən Qazax | 2   | 0 | 2 | 0 | 000:000 | ±0    | 02:20  |
| 3.  | MOİK Baku PFK     | 2   | 0 | 2 | 0 | 000:000 | ±0    | 02:20  |

- Die Platzierungen der Gruppe B wurde ausgelost. FK Azneftyağ Baku wurde am Saisonende aufgelöst.